# Yamaha SR 500
Die SR 500 ist ein Motorradmodell des japanischen Herstellers Yamaha, das von 1978 bis 1999 gebaut wurde. Als SR 400 wurde es bis 2021 mit einem äußerlich gleichen Motor, aber einer geringeren Hubraumgröße angeboten. Die Bezeichnung „SR“ steht für „Single Road“.

## Geschichte
Die SR wurde als Straßenmaschine von der Enduro XT 500 abgeleitet, die seit 1976 erfolgreich vermarktet wurde. Als Einzylinder mit einem halben Liter Hubraum folgt sie der Tradition klassischer, insbesondere englischer Motorräder, während der damalige Trend auch zu leistungsstärkeren Vierzylinder-Motoren ging.
Ob die SR schon von Anfang an als Retro-Motorrad konzipiert wurde, ist strittig. Der Begriff Retro war zu dieser Zeit noch kein Konzept im Motorradbereich, und der Grundentwurf enthielt durchaus zeitgemäße Details wie Gussräder und Scheibenbremse. Im Rahmen der Modellentwicklung verzichtete Yamaha jedoch später auf diese Details und stattete die Modelle mit Speichenrädern und Trommelbremsen aus. Es ist anzunehmen, dass zumindest die jüngeren Modelle ab 1984 tatsächlich die ersten „Retro-Motorräder“ sind. Die robuste und überschaubare Technik und die große Anzahl verkaufter Motorräder führte dazu, dass es bis heute um die SR 500 ein Fan- und Clubleben gibt. Es existieren  Umbauten als Cafe Racer, Scrambler, Gespanne, Bobber oder Chopper. 
Auch im Amateur- und Classic-Rennsport wird das Modell bis heute eingesetzt. Es war Wegbereiter der legendären Einzylinder-Rennserie Sound of Singles und ist neben dem einzigen Einzylinder-Typenpokal, der bis heute mit dem Motor der letzten SR-Nachfolger ausgetragen wird, auch weiterhin, als mittlerweile historisches Einzylinder-Motorrad, in verschiedenen Rennserien, zum Teil mit Typen-Sonderwertung wie dem SR-Cup, beliebt.
2018 waren in Deutschland noch etwa 15.700 Stück angemeldet, bei abnehmender Tendenz.

## Typenüberblick
Es gab die Modelle 2J2 (1978–1979 z. B. US-amerikanischer Markt), 2J4 (1978–1983 Deutschland) und 48T (1984–1999). Aufgrund gesetzlicher Bestimmungen zu den Führerscheinklassen wird das Modell bis heute als SR 400 in Japan vertrieben (z. B. Black-Edition 2008 zum 30-jährigen Jubiläum). Von 1978 bis 1999 wurden in Deutschland ca. 38 000 Exemplare der SR verkauft (u. a. 1981 in Westdeutschland 4.767 Stück) und galt trotz des mit 12 Litern (ab Herbst/Winter 1986 nach Modellpflege 14 Liter) Fassungsvermögen recht kleinen Tanks als ein zuverlässiger Tourer, von einigen Eigenheiten beim Startverhalten abgesehen. In den Jahren vor dem Verkaufsende sanken jedoch die Neuzulassungen. Die meisten Käufer erwarteten einen elektrischen Anlasser, und infolge verschärfter Lärm- und Abgasvorschriften wurde die Motorleistung bis auf 17 kW/18 kW herabgesetzt. Im Modelljahrgang 2014 wurde die Maschine als SR 400 wieder in Deutschland angeboten.
Der Verkauf in Europa endete 2016, da der luftgekühlte Motor die seit 2017 geltende Abgasnorm nicht erfüllt.

## Technik

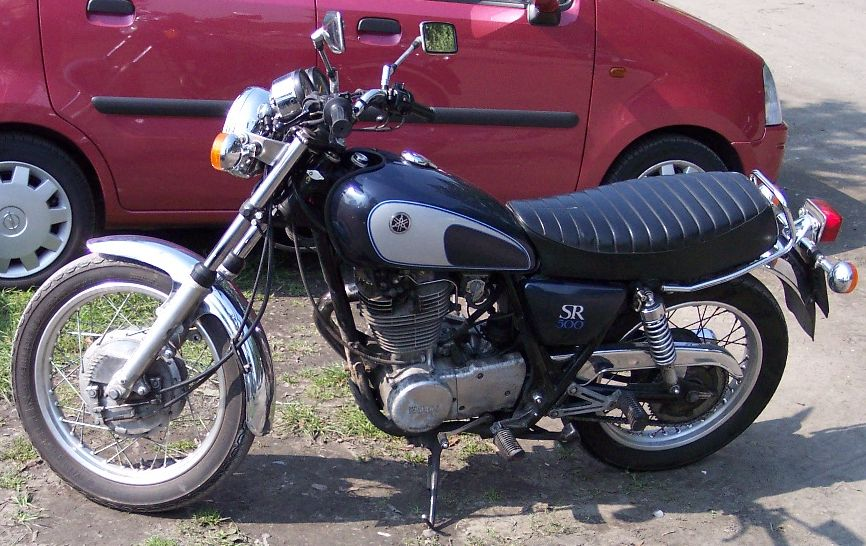
Yamaha SR 500 48T mit Trommelbremsen vorne und hinten

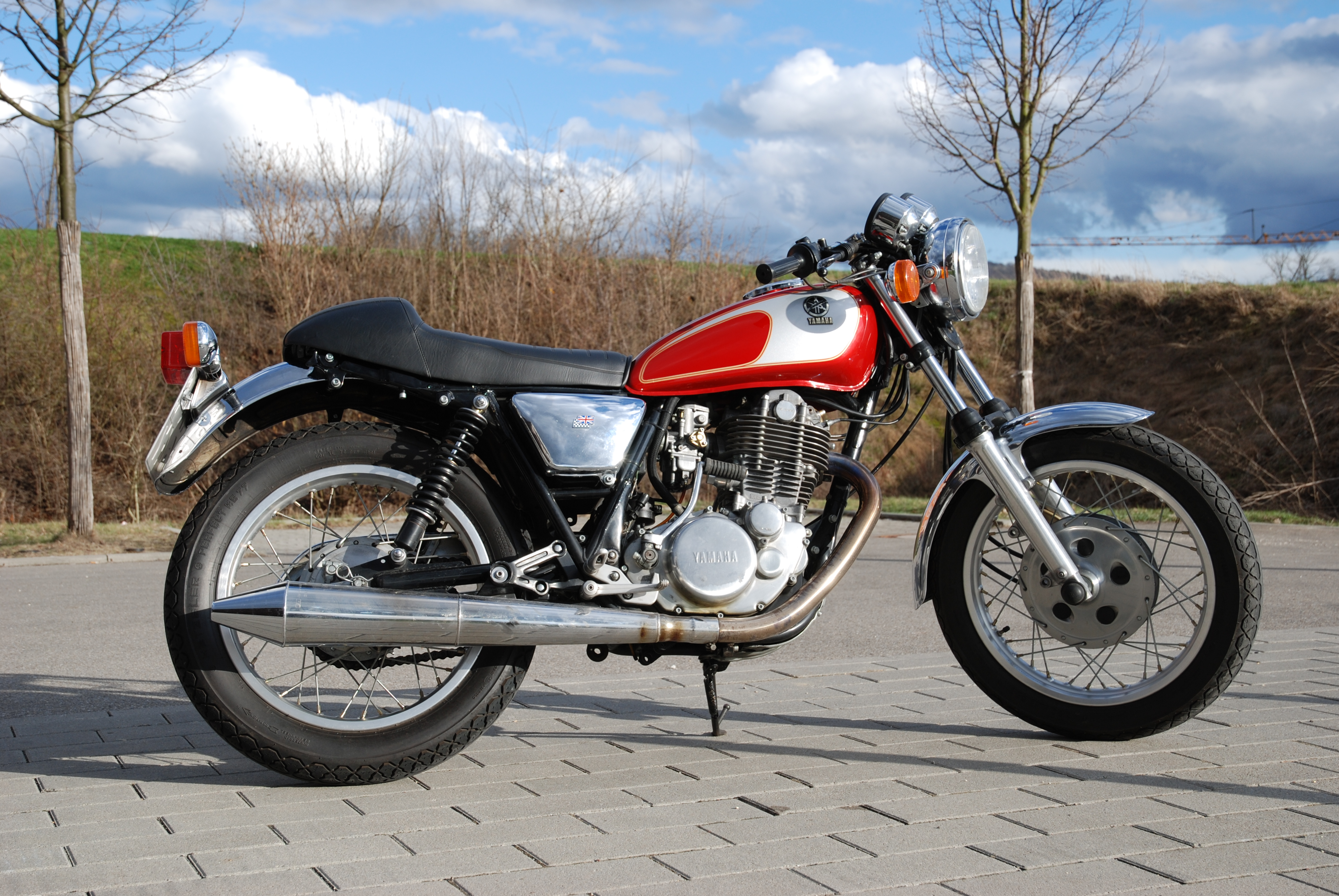
Yamaha SR 500 2 mit Modifikationen Lenker, Sitzbank und Auspuff sind nicht original

Der Motor der SR 500 basiert auf dem Motor der XT 500, einem Einzylinder-Viertakter mit verhältnismäßig viel Leistung bei niedrigen Drehzahlen. Daher leitet sich auch der Spitzname „Thumper“ ab, der auf Deutsch etwa so viel wie „Dampfhammer“ bedeutet. Durch ihre Auslegung als Kurzhuber und besonders wegen der Zweiventiltechnik liegt die maximale Leistung der SR erst bei Drehzahlen von etwa 6200/min an, das maximale Drehmoment bei ca. 3500/min.
Zur Anpassung an das andere Einsatzgebiet erhielt der SR-Motor im Vergleich zur XT unter anderem eine kontaktlose, wartungsfreie elektronische Zündanlage, eine 12-Volt-Stromversorgung sowie mehr Schwungmasse an der Kurbelwelle und einen größeren Vergaser. Im Vergleich zu ihrem Schwestermodell wurde zudem der Rahmen mit verstärkten Rohren versehen. Eine Besonderheit ist die Trockensumpfschmierung, deren Ölvorrat im oberen Rahmenrohr untergebracht ist.
48T-Modelle unterscheiden sich von den frühen Versionen vor allem durch das kleinere Vorderrad und den verschleißfesteren Motor, der eine geänderte Ölversorgung des Zylinderkopfs zum thermisch hochbelasteten Auslassventil sowie eine gasnitrierte Nockenwelle mit optimiertem Ventilhub und Hartblock-Kipphebel bekam. Das Motorrad hat einen luftgekühlten 1-Zylinder-4-Takt-OHC-Motor mit 499 cm³ Hubraum, der für den deutschen Markt wegen der damaligen Führerscheinbestimmungen und Versicherungsklassen auf 20 kW (27 PS) gedrosselt wurde. Ungedrosselt, mit vergrößertem Ansaugstutzen und beim Modell 48T auch mit einer anderen Vergaserdüse, leistet der Motor 25 kW (34 PS).
Am Produktionsende hatte der Motor wegen verschärfter Lärm- und Abgasvorschriften nur noch 17/18 kW (23/24 PS), ungedrosselt 20 kW (27 PS). Eine serienmäßige „neuere“ SR erreicht eine Höchstgeschwindigkeit von etwa 135 km/h, eine SR 500 mit 25 kW (34 PS) ca. 145 km/h. Bei späten 48T-Modellen wurde die vordere Scheibenbremse aus ästhetischen Gründen durch eine an die DS-7 (Vorgänger der RD-250) angelehnte Trommelbremse ersetzt.
Die SR 500 und SR 400 haben keinen elektrischen Starter. Das Anwerfen mit Kickstarter erfordert etwas Übung, um einen Rückschlag des Kickstarterhebels zu vermeiden. Um die korrekte Kolbenposition für den Kick zu finden (oberer Totpunkt = OT) wird ein Dekompressionshebel und ein OT-Indikatorfenster (auch Bullauge genannt) auf der Nockenwelle genutzt, das den Stand des Kolbens anzeigt. Für einen erfolgreichen Startvorgang muss sich der Kolben an seinem oberen Totpunkt befinden. (OT)